# Heinkel HE 6
L'Heinkel HE 6 "Schwalbe" (Rondine) fu un idrovolante da trasporto postale veloce, monomotore ad ala bassa, sviluppato dall'azienda tedesca Ernst Heinkel Flugzeugwerke Aktiengesellschaft (A.G.) nei tardi anni venti.
Progettato per percorrere rotte transatlantiche venne realizzato in un solo esemplare ma fu la base di sviluppo per il successivo Heinkel HE 10.

## Storia del progetto
Il progetto dell’HE 6  nacque nella seconda metà degli anni venti su iniziativa privata di Ernst Heinkel, tuttavia il suo concepimento ed il suo sviluppo furono segretamente sostenuti dalla Reichsmarine e dalla società armatrice amburghese Hamburg-America Line (HAPAG), una delle principali compagnie di navigazione tedesche.
Da un lato la notizia che la Reichsmarine partecipasse alla realizzazione di un aereo militare non poteva essere di pubblico dominio in quanto si trattava di un'evidente violazione degli accordi del trattato di Versailles che fecero seguito alla conclusione della prima guerra mondiale, dall’altro la HAPAG non voleva svelare i propri interessi nei confronti del settore aeronautico fino a che l’iniziativa progettata non fosse andata a buon fine.

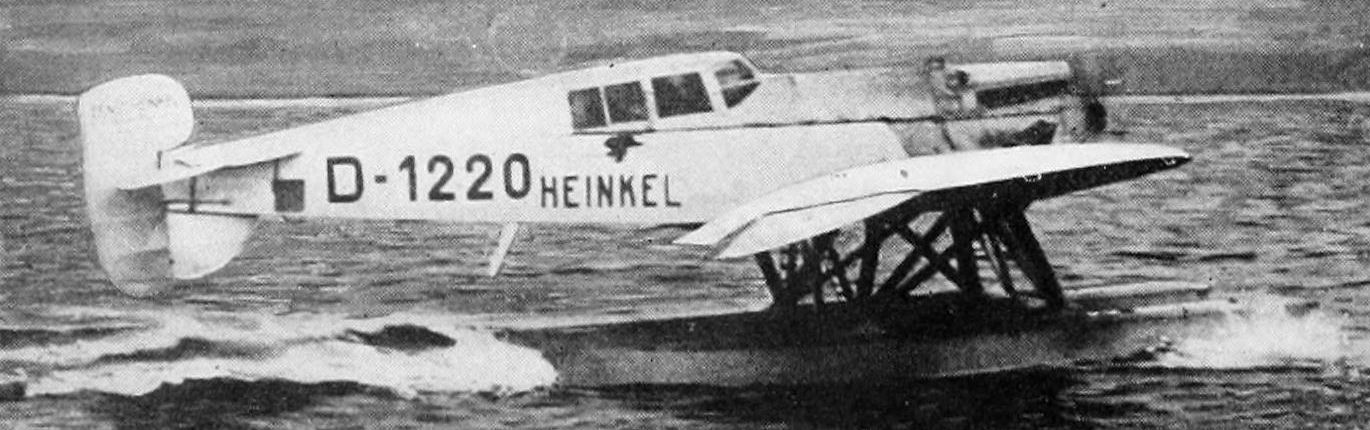
L'HE 6b, immatricolato D-1220.

L’interesse della HAPAG era infatti quello di aggiudicarsi la “corsa” della prima attraversata atlantica aerea in direzione Est – Ovest; a tal fine la società aveva finanziato, oltre a quella di Heinkel anche una seconda iniziativa, commissionando la costruzione di un G 24 alla Junkers Flugzeug- und Motorenwerke.
I requisiti per la realizzazione del progetto furono definiti nel giugno del 1927 e l'aereo fu portato in volo già il 2 agosto successivo, benché ancora privo di alcuni pannelli di rivestimento e senza verniciatura. La rapidità con la quale le officine di Warnemünde della Heinkel furono in grado di completare l’opera è anche dovuta al fatto che il progetto riprendeva i lavori dello stesso Heinkel che avevano portato alla realizzazione dell’Hansa-Brandenburg W.29 e che la sua struttura mista in tubi d’acciaio e legno era del tutto tipica per quegli anni.

## Tecnica
L'Heinkel HE 6 era un idrovolante a scarponi, monoplano; l'ala era bassa, a sbalzo, longitudinalmente piuttosto avanzata rispetto al centro del velivolo; aveva struttura lignea con doppio longherone. La fusoliera aveva sezione rettangolare ed era realizzata in tubi d'acciaio; la parte anteriore era rivestita in compensato e quella posteriore in tela. La cabina di pilotaggio era completamente chiusa ed era dotata di ampie finestrature rettangolari. I piani orizzontali erano anch'essi monoplani ma controventati, il timone, arrotondato e poco pronunciato nella parte superiore, si allungava anche al di sotto del cono di coda; la deriva era presente solo nella parte inferiore, al di sotto della fusoliera.
Il motore inizialmente installato era il BMW VI, un 12 cilindri a V di 60° raffreddato a liquido, capace della potenza di 750 CV (552 kW); si trattava del motore tedesco di maggior potenza, tuttavia ancora in fase di sviluppo. In un secondo tempo il BMW VI fu sostituito con il motore di produzione statunitense Packard 3A-2500, in grado di sviluppare la potenza di 800 CV (588 kW).
La sostituzione del propulsore portò ad indicare il modello come HE 6b; esteriormente l'installazione della nuova unità era individuabile tramite la presenza di un'elica quadripala che rimpiazzò l'originaria bipala.

## Impiego operativo
L'Heinkel HE 6b fu acquistato dalla HAPAG al prezzo di 120 000 marchi, prezzo che però non comprendeva il motore Packard, concesso in prestito dalla SEVERA GmbH. In preparazione al tentativo di traversata atlantica, l'HE 6 fu testato in volo a Warnemünde: nell'occasione si aggiudicò il primato nazionale di durata con un volo di quasi 11 ore e un carico utile di 1000 kg.
Dopo un ritardo causato da un guasto all'impianto radio, il 12 ottobre del 1927 l'idrovolante prese il volo dalle acque del Mar Baltico tra gli applausi di circa 150 tra spettatori e operai dell'azienda; carico di 4320 l di benzina, sufficiente per 23 ore di volo, l'aereo ebbe bisogno di un chilometro di corsa prima di staccare i galleggianti dalla superficie alle 13:23.
Il volo verso Amsterdam fu piuttosto complicato, tra difetti di gioventù dell'aereo e condizioni meteorologiche avverse, richiedendo due atterraggi d'emergenza nei pressi di Brunsbüttel e Wilhelmshaven. Con il miglioramento delle condizioni meteo, il 16 ottobre l'aereo riprese il proprio tragitto verso Lisbona, ma ancora una volta problemi alla radio costrinsero a procedere con una sosta a Vigo; la tratta fu completata due giorni dopo, seguita da una sosta prolungata prima del "salto" verso Horta, nelle Azzorre; in questo caso la distanza di 1680 km fu completata in 9 ore e 35 minuti.
Ad Horta l'HE 6 si congiunse con il secondo candidato alla traversata, il Junkers G 24 il cui equipaggio era in attesa fin dal 14 ottobre, proveniente da Norderney.
Un altro periodo di maltempo costrinse ad un'ulteriore attesa fino a quando, il 13 novembre in condizioni meteo relativamente buone, l'Heinkel fu trainato in acqua e messo in condizione per il decollo; durante la corsa però una delle pale dell'elica o un galleggiante finirono sotto il pelo dell'acqua ed il contraccolpo causò l'immersione di entrambi i galleggianti, finendo per far rovesciare il velivolo. Fortunatamente i tre membri dell'equipaggio riuscirono ad emergere dallo scafo sommerso ma l'ala ed il galleggiante di sinistra erano completamente distrutti. In seguito all'incidente fu deciso di desistere anche dal tentativo con il G 24.
Il primo aereo ad attraversare in volo l'Oceano Atlantico senza scali intermedi fu il Vickers Vimy appositamente modificato con il quale i britannici John Alcock e Arthur Whitten Brown compirono la trasvolata tra Saint John's (in Canada) e Clifden (in Irlanda) il 14 giugno 1919, aggiudicandosi così il premio di 10 000 sterline messo in palio dal Daily Mail.
Soltanto otto anni dopo, il 10 maggio 1927, sarebbe stato Charles Lindbergh con il suo Spirit of St. Louis il primo uomo a compiere l'impresa in "solitaria", aggiudicandosi questa volta i 25 000 dollari del Premio Orteig.
L'ultima avventura sportiva da realizzare rimaneva il primo volo senza scalo in direzione est - ovest che vide impegnati diversi costruttori ed aviatori tra il 1927 ed il 1930, tra cui Charles Nungesser e François Coli (con il loro Levasseur PL.8 battezzato L'Oiseau Blanc).
Proprio nel 1927, a Parigi, i piloti Maurice Drouhi, Joseph Le Brix, Maurice Noguès, Gabriel Hanin, Léon Givon e Charles-Pierre Corbu (fratello di Noël Corbu), tutti piloti collaudatori oppure piloti di linea, chiesero alla Société des avions Henri & Maurice Farman di approntare per loro un velivolo per tentare l'impresa: fu così che ebbe origine l’Oiseau Bleu.
Sarebbe stato comunque necessario attendere il 12 aprile del 1928 per vedere un aereo attraversare l'Atlantico senza scali in direzione ovest, quando Hermann Köhl, Ehrenfried Günther Freiherr von Hünefeld e James Fitzmaurice condussero il loro Junkers W 33, battezzato Bremen, dall'aeroporto di Baldonnel (a sud di Dublino, in Irlanda) a Greenly Island, sulle coste del Québec in Canada.

### Annotazioni
1. ↑  In questo caso «HE» era la sigla che in lingua tedesca indicava un «Heinkel Eindecker», cioè «Heinkel monoplano»; più avanti la sigla «He» fu assegnata dal Reichsluftfahrtministerium a tutti i velivoli realizzati dalla Heinkel.

### Fonti
1. 1 2 3 4  JET & PROP, 1992, p. 8.
2. 1 2  JET & PROP, 1992, p. 1.
3. 1 2 3 4  JET & PROP, 1992, p. 2.
4. 1 2  JET & PROP, 1992, (foto) p. 3.
5. 1 2  JET & PROP, 1992, p. 4.
6. 1 2 3 4  JET & PROP, 1992, p. 5.

### Pubblicazioni
- (DE) Volker Koos, Das Ozeanflugzeug aus Warnemünde (PDF), in JET & PROP, 5/1992 (versione rivista), Zweibrücken, VDM Heinz Nickel, 1992.